# 聖教寺 (北海道士幌町)
聖教寺（しょうきょうじ）は、北海道河東郡士幌町（十勝地方）にある真宗大谷派の寺院である。

## 聖教寺の歴史

### 大正時代
1914年
- 5月 - 岩田教圓師が音更村（現在の士幌町百戸地区）の鈴木梅吉の馬小屋を借りて、居住布教を始める。

1915年
- 5月 - 岩田教圓師が得度をする。伏古村真宗大谷派西眞寺に僧籍を置かせていただく。
- 6月 - 岩田教圓師が上士幌説教場創立掛に任命される。
- 7月 - 本山から絵像阿弥陀如来（御本尊）が到着する。
- 10月 - 本堂建築契約をする。信徒総代内木文兵衛、横井松二郎、鈴木梅吉、森嵜菊次郎の各氏、更に木方市太郎、高橋治三郎、大橋與治郎、赤尾庄七、中河吉三郎、清水巌吉、山田重吉、仁科金之助が契約に名を連ねる。建築工事は仁科金之助が施工した。内木家が、絵像阿弥陀如来（御本尊）を本堂完成までの間、お内仏に御安置することとした。

1916年
- 1月 - 本堂が完成する。内木家のお内仏から絵像阿弥陀如来（御本尊）を御遷座する。
- 4月 - 信徒総代内木文兵衛、横井松二郎、鈴木梅吉、森嵜菊次郎の各氏、地所所有者の中田キム（中田宮五郎の妻）、北海道第七組組長常行寺住職横山亮昭師の連署で「説教場設置ニ付添書願」を寺務総長阿部恵水師に提出する。同日、北海道寺務出張所長長谷得静師、信徒総代内木文兵衛、横井松二郎、鈴木梅吉、森嵜菊次郎の各氏の連署で「説教場設置願」を北海道庁長官俵孫一に提出する。
- 8月 - 4月の「説教場設置ニ付添書願」が許可され、大谷光演師（彰如上人）の添書を賜る。添書を北海道庁長官俵孫一に提出する。
- 12月 - 上士幌説教場が認可される（当時の住所は、「河東郡音更村大字音更村字上士幌」）[1]。

1919年
- 6月 - 岩田教圓師が中田キム、内木文兵衛、木方市太郎の3名が寄附契約を締結する。木方市太郎の原野五町歩を小関惣助が保証人のもと高橋銀市と小作人契約を締結する。
- 9月 - 住職当選者岩田教圓師、法類惣代本別村専光寺住職飯居大専師、発願者総代の内木文兵衛、木方市太郎氏、鈴木梅吉、横井松二郎、森嵜菊次郎の各氏、北海道第七組組長願慶寺住職齊藤諦賢師の連署で「一寺創立ニ付御添書願」を寺務総長阿部恵水師に提出する。同日、住職当選者岩田教圓師、法類惣代本別村専光寺住職飯居大専師、発願者総代の内木文兵衛、木方市太郎氏、鈴木梅吉、横井松二郎、森嵜菊次郎の各氏、北海道第七組組長願慶寺住職齊藤諦賢師の連署で「一寺創立ニ付寺号願」を北海道庁長官の笠井信一に提出する。聖教寺願人岩田教圓師、北海道第七組組長願慶寺住職齊藤諦賢師の連署で「木仏安置願」を寺務総長阿部恵水師に提出する。

1920年
- 1月 - 前年9月の「一寺創立ニ付御添書願」が許可され、大谷光演師（彰如上人）の添書を賜る。添書を北海道庁長官の笠井信一に提出する。

1920年
- 9月 - 寺号公称が許可され、「聖教寺」の寺号を公称する。

1921年
- 7月 - 岩田教圓が開基住職に襲職する。

1922年
- 11月 - 中田キムから境内地三反歩を寄附される（現在の境内地）。

1922年
- 寺院落成式を執行する。

### 昭和時代）
1937年
- 3月 - 岩田教證師が得度する。

1938年
- 2月 - 岩田教證師が聖教寺副住職に襲職する。

1940年
- 寺院境内地租免税申請をする。申請者は、内木文兵衛、細野辰蔵、赤尾庄七の各氏。

1942年
- 3月 - 聖教寺の「寺院規則認可申請」が許可される（1939年公布の「宗教団体法」による）。細野辰蔵、赤尾庄七、斉藤信敬の各氏。

1950年
- 11月 - 第二世住職に岩田教證師が襲職する。

1951年
- 納骨堂を新築する。

1952年
- 4月、宗教法人申請をする。代表役員・岩田教證、責任役員・岩田トシヱ、森嵜勘三郎、総代・嶋村忠道、嶋田圓之助、髙橋與三太郎の各氏。

1956年
- 2月 - 開基住職 岩田教圓師が往生の素懐を遂げる。数え七十四歳。
- 8月 - 第二世坊守 岩田トシヱ師が真宗大谷派宗務総長宮 谷法含師から「宗鸞聖人御遠忌委員」を委嘱される。

1959年
- 5月 - 第二世坊守 岩田トシヱ師が得度する。
- 聖教寺大谷婦人会結成式を執行する。

1960年
- 1月 - 開基防守 岩田メサが往生の素懐を遂げる。数え六十八歳。
- 8月 - 聖教寺日曜学校を開設する。

1962年
- 河村千吉が責任役員に就任する。

1964年
- 4月 - 岩田常照師が得度する。

1967年
- 10月 - 本堂新築開始する。

1968年
- 5月 - 本堂落成する。
- 8月 - 本堂落慶入仏慶讃法要を執行する。

1969年
- 神野清一が責任役員に就任する。

1974年
- 樋口浅雄が責任役員に就任する。

1975年
- 8月 - 納骨堂・会館を新築する。

1977年
- 12月 - 旧納骨堂を炊事場に改装する。

1978年
- 1月 - 境内敷地の隣接地（二十坪）を取得する。

1980年
- 和田善吾が責任役員に就任する。

1982年
- 12月 - 庫裡を新築する。

1983年
- 山中芳美が責任役員に就任する。
- 7月、宗祖上人七百回御遠忌・生誕八百年・聖教寺開教七十年・寺号公称六十五年の各記念法要を執行する。

1988年
- 5月 - 第三世住職に岩田常照師が襲職する。

### 平成時代
1989年
- 坂本爲吉が責任役員に就任する。
- 5月 - 第三世坊守 岩田文子が得度する。

1993年
- 12月 - 聖教寺隣接地を三嶋正夫から取得する。

1996年
- 5月 - 岩田広大師が得度する。

1997年
- 寺田清が責任役員に就任する。

2000年
- 12月 - 第二世住職 岩田教證師が往生の素懐を遂げる。数え八十四歳。

2001年
- 白木登が責任役員に就任する。

2002年
- 3月 - 第二世坊守 岩田トシヱが往生の素懐を遂げる。数え七十九歳。

2004年
- 12月 - 本堂建築委員会が発足する。

2006年
- 11月 - 本堂新築開始する。

2007年
- 5月 - 本堂落成する。

2008年
- 浪内一洋が責任役員に就任する。

2012年
- 6月 - 第四世住職に岩田広大師が襲職する。

2015年
- 2月 - 第三世住職 岩田常照師が往生の素懐を遂げる。数え六十五歳。
- 6月 - 聖教寺北側隣接地を取得する。

2016年
- 井上義孝が責任役員に就任する。
- 8月 - 聖教寺開基百年記念慶讃実行委員会が発足する。

2018年
- 8月 - 納骨堂・炊事場の新改築工事が開始する。
- 12月 - 納骨堂・炊事場の新改築工事が完了する。

### 令和時代
2020年
- 3月 - 新型コロナウイルス感染症の影響により聖教寺の各記念法要・記念式典・祝賀会を延期する。

2021年
- 6月 - 宗祖親鸞聖人七百五十回御遠忌法要、聖教寺開教百五年記念慶讃法要、聖教寺開基（寺号公称）百年記念慶讃法要、本堂新築落慶法要、心納骨堂落慶法要の各法要を執行する。聖教寺寺号公称百周年記念式典を挙行する。